# Leopardus braccatus
Leopardus braccatus – gatunek ssaka z podrodziny kotów (Felinae) w obrębie rodziny kotowatych (Felidae).

## Taksonomia
Gatunek po raz pierwszy zgodnie z zasadami nazewnictwa binominalnego opisał w 1889 roku amerykański paleontolog Edward Drinker Cope nadając mu nazwę Felis braccata. Holotyp pochodził z Mato Grosso, w Brazylii. 
Analizy molekularne, morfologiczne i biogeograficzne z 2020 roku wykazały, że L. braccatus jest odrębnym gatunkiem. Autorzy Illustrated Checklist of the Mammals of the World uznają ten gatunek za monotypowy.

### Etymologia
- Leopardus: gr. λεοπαρδος leopardos „lampart, pantera”[8].
- braccatus: łac. bracatus „w spodniach, noszący spodnie”, od bracae „bryczesy, spodnie”[9].

## Zasięg występowania
L. braccatus występuje w środkowej Brazylii (od Pantanalu do południowo-zachodniej części stanu Piauí w północno-wschodniej Brazylii), Paragwaju, na nizinach Boliwii (Beni) i w północnej Argentynie (Formosa).

## Morfologia
Osiąga około 55–70 cm długości, przy ciężarze 3–7 kg.